# Abdul Hamid Adiamoh
Abdul Hamid Adiamoh (auch Abdulhamid; * September 1974 in Ibadan) ist ein nigerianischer Journalist und Herausgeber der ehemaligen Zeitung Today in Gambia.

## Leben
Adiamoh wurde in Ibadan als Sohn eines Lehrers und Architekten geboren. Als zweites von sechs Kindern besuchte er die Ibadan Grammar School in Ibadan und die Ladoke Akintola University in Ogbomosho, Nigeria. Während der Abacha-Regierung verließ er Nigeria und ließ sich in Gambia nieder, wo er sich als Wirtschaftsjournalist beim The Daily Observer etablierte. Er verließ den Observer, um sein eigenes Unternehmen zu gründen, das zunächst MediaMethods und später INK hieß. In Zusammenarbeit mit der gambischen Handels- und Industriekammer gründete er Business Gambia, ein monatlich erscheinendes Wirtschaftsmagazin. Die Zeitung „Today“ erschien erstmals im Juli 2007.
Im September 2007 wurde Adiamoh verhaftet, weil er einen Artikel über Kinder veröffentlicht hatte, die die Schule schwänzen, Altmetall sammeln und an Schrotthändler verkaufen. Laut Anklageschrift wurde ihm Aufruhr vorgeworfen. Medienberichte über den Vorfall sprechen von einem Versuch staatlicher Kräfte, die Medien zu unterdrücken. Seine Verhaftung und Kaution in Höhe von 200.000 gambischen Dalasi (9.500 US-Dollar) fielen mit der Verurteilung von Fatou Jaw Manneh zusammen, einer weiteren Journalistin, die wegen eines Artikels aus dem Jahr 2005 für schuldig befunden worden war.
Adiamoh wurde im Juni 2009 ebenfalls wegen falscher Veröffentlichungen verhaftet. Today hatte am 10. Juni über die Entlassung zweier gambischer Minister – Generalstaatsanwältin Marie Saine-Firdaus und Minister für Kommunalverwaltung Ismaila Sambou – im Zuge einer radikalen Kabinettsumbildung berichtet. Today stellte fest, dass der Bericht unwahr war, widerrief den Artikel am 11. Juni 2009 und veröffentlichte eine öffentliche Entschuldigung. Die Zeitung erwähnte zudem ihre Bemühungen, die Verbreitung der Ausgabe zu stoppen. Trotz dieser Bemühungen wurde Adiamoh verhaftet und fünf Tage lang inhaftiert, bevor er wegen falscher Veröffentlichungen und Sendungen angeklagt wurde. Nach gambischem Recht ist dies eine Straftat, die mit einer Geldstrafe von bis zu 250.000 Dalasi oder einer Gefängnisstrafe von sechs Monaten geahndet werden kann.
Adiamoh lebt mit seiner Familie in Gambia.